# Hans Heitmann
Hans (Heinrich) Heitmann (* 5. Januar 1904 in Großflintbek; † 4. September 1970 in Lübeck) war ein deutscher Lehrer und Schriftsteller. Er schrieb überwiegend in plattdeutscher Sprache.

## Leben
Heitmann besuchte von 1921 bis 1924 das Lehrerseminar in Kiel. 1924 fand er eine erste Anstellung in Rickling. Es folgten verschiedene Stellen, u. a. in Meldorf. 1935 wurde Heitmann Lehrer an einer Hilfsschule (Förderschule) in Lübeck und später ihr Konrektor. Zum 1. Mai 1933 trat er der NSDAP bei (Mitgliedsnummer 2.739.816).
Heitmann erlangte vor allem in der Zeit des Nationalsozialismus, aber auch weiterhin nach dessen Ende, große Anerkennung als niederdeutscher Dichter. Seit der Gründung des Eutiner Dichterkreises 1936 durch den nationalsozialistischen Regierungspräsidenten Johann Heinrich Böhmcker war er dort Mitglied. Sein 1938 erscheinender erster Roman Carsten Wulf. En Weg in't Riek wurde in Quickborn, der führenden Zeitschrift für plattdeutsche Sprache und Literatur der Vereinigung, für niederdeutsche Sprache und Literatur e. V. positiv rezensiert als ein Werk, das vorstoße zu dem, „wonach der deutsche Mensch verlangt: zur politischen Dichtung im besten Sinne. […] Der Einzelne ist nichts; Deutschland ist alles! Für Deutschland muß […] alles […] geopfert werden.“ Das war kein Einzelurteil. Der Roman wurde generell von der NS-Kritik „sehr wohlwollend“ beurteilt.
Heitmann schrieb Hör- und Bühnenspiele, Balladen, Erzählungen und historische Romane sowie eine Biographie Theodor Storms (1940). Angefangen mit Grise Wulf (1937) wurden mehrere seiner Stücke durch Richard Ohnsorg bzw. im Ohnsorg-Theater aufgeführt.
Er war verheiratet mit Anneliese, geb. Boysen aus Meldorf.
Heitmanns Nachlass wird von der Schleswig-Holsteinischen Landesbibliothek verwahrt. Zur Feier seines 100. Geburtstages 2004 hielt der damalige schleswig-holsteinische Landtagspräsident Heinz-Werner Arens die Festrede.

## Preise und Ehrungen
- 1939 3. Preis beim Mundartenwettbewerb um den Goldenen Spatzen der Stadt Wuppertal[6]
- 1940 Schleswig-Holsteinischer Kulturpreis[7]
- 1940 Hermann-Boßdorf-Preis der Stadt Hamburg
- 1943 Emanuel-Geibel-Preis der Hansestadt Lübeck, gemeinsam mit Fritz Behn, Asmus Jessen und Erich Klahn[8]
- 1964 Fritz-Stavenhagen-Preis der Alfred Toepfer Stiftung F.V.S.
- 1970 Lornsen-Kette des Schleswig-Holsteinischen Heimatbundes

## Werke
- Grise Wulf : Glieknishaft Speel in 3 Optöög. Verden-Aller: K. Mahnke 1937
- Swarten Meelbüdel: En vergnöögt Speel. Verden: Mahnke 1938
- Schimmelrieder : Speel in 4 Biller. Verden: Mahnke 1938
- Carsten Wulf. En Weg in’t Riek. Hamburg: Quickborn 1938
- Staan un strieden: Balladen. Wolfshagen-Scharbeutz: Westphal 1939, 2. Auflage 1942
- Fockenstedt : Komödi in dre Törns. Verden: Mahnke 1939
- Die Fehde: Novelle. Stuttgart: Cotta 1939
- Theodor Storm. Stuttgart: Cotta 1940 (Die Dichter der Deutschen)
- Die Flut: Roman. Stuttgart: Cotta 1942, mehrfach nachgedruckt; 21. – 26. Tsd.: Hamburg : Baken [1965]
- Beenholm und Bostel: Erzählung. Stuttgart: Cotta 1943
- Isern Hinnerk. Hamburg: Hermes 1947
- Olenklinten: Roman. Urach: Port 1948
- Die Oktoberflut 1634. Kiel: Lipsius & Tischer 1949
- Ueber das plattdeutsche Drama. Vortrag gehalten auf der Tagung der niederdeutschen Schriftsteller in Bevensen 5. August 1950. Verden: Mahnke 1950
- Blauen Maandag. Hamburg-Wellingsbüttel: Fehrs-Gilde 1952
- Der Deich vor Horsbüll: Erzählung. Hamburg: Baken 1956
- Unter dem Schicksal: 2 Erzählungen. Flensburg: Schmidt Söhne [1959]
- Rode Hahn. Hamburg: Fehrs-Gilde 1960
- Stacheldraht und Nesselkraut: Ein Spiel um das Schicksal von Menschen, die eine neue Grenze trennt. Weinheim/Bergstr.: Dt. Laienspiel-Verlag [1961]
- Vertell mal wat, un wenn't ok lagen is. Neumünster: Wachholtz 1968, 6. Auflage 1997
- Swart Schaap: Novell. Hamburg-Wellingsbüttel: Fehrs-Gilde 1968
- (posthum) Vertell man wieder! Zusammenstellung: Hans Ehrke; Itzehoe (Holstein): Christiansen [1972]

## Hörspiele
- 1950: Oprümen – Regie: Hans Freundt (NWDR)
- 1951: Krut gegen den Dood – Regie: Hans Freundt (NWDR)
- 1953: Dat Motiv – Regie: Günter Jansen (NWDR)
- 1954: Kruut gegen den Dood – Regie: Walter A. Kreye (RB)
- 1955: De Windfahn – Regie: Ivo Braak (RB)
- 1956: Südamerikan'sche Wull – Regie: Günter Jansen (NDR)
- 1957: De Möllner Gerechtigkeit – Regie: Hans Tügel (NDR)
- 1959: Dat Licht – Regie: Hans Tügel (NDR)
- 1959: Dat Vagelbuer – Regie: Rudolf Sang (RB)
- 1960: Dat Nettelkrut – Regie: Hans Mahler (NDR)
- 1961: De Fockbeker Aal – Regie: Hans-Jürgen Ott (RB)
- 1961: De achter uns steiht – Regie: Hans Tügel (NDR)
- 1963: De trurige GmbH – Regie: Rudolf Beiswanger (NDR)
- 1963: Schipp op Strand – Regie: Günther Siegmund (NDR)
- 1964: De Dintenfisch – Regie: Hermann Lenschau (NDR/RB)
- 1964: Schipp op Strand – Regie: Erich Keddy (RB)
- 1966: De hölten Deern – Regie: Günther Siegmund (NDR)
- 1967: De Termin – Regie: Curt Timm (NDR)
- 1967: De Düppler Sturmmarsch – Regie: Hans Tügel (NDR)
- 1968: Bargenstedter Beer – Regie: Rudolf Beiswanger (NDR)
- 1969: ... un syne Fru – Regie: Rudolf Beiswanger (NDR)
- 1969: De krumme Tour – Regie: Günter Jansen (NDR)
- 1970: Een plietschen Hannel – Regie: Rudolf Beiswanger (NDR)